# Liga dos Campeões da UEFA de 2009–10
A Liga dos Campeões da UEFA de 2009–2010 foi a 55ª edição do principal torneio europeu de clubes de futebol e primeira edição com um novo formato qualificativo.
A final foi jogada no dia 22 de maio de 2010, no Estádio Santiago Bernabéu, casa do Real Madrid, em Madrid, na Espanha. A Internazionale ganhou do Bayern de Munique pelo placar de 2 a 0 com 2 gols de Diego Milito.

## Atribuição de equipas por associação
Um total de 76 equipas vão participar na Liga dos Campeões 2009-2010, a partir de 52 associações da UEFA (Liechtenstein não organiza campeonatos nacionais). Aos países são atribuídos lugares de acordo com os coeficientes da UEFA.
O vencedor da Liga dos Campeões da UEFA de 2008–09 terá garantido um lugar na fase de grupos, mesmo que não obtenha qualificação através do seu campeonato nacional. Neste a equipa que se qualifique pelo país com coeficiente mais baixo terá qualificação para a Liga Europa da UEFA 2009–10.
O sistema de alocação poderá mudar ligeiramente dependendo do detentor do título nacional de cada país.
O ranking da UEFA determina o número de equipas que competirão na temporada seguinte, não na primeira temporada após a publicação do ranking. Assim, o ranking 2008 determina a proporção em 2009-10, e não em 2008-09.
Abaixo está o regime de qualificação para a Liga dos Campeões 2009-2010:
- Associações 1–3 têm 4 vagas cada
- Associações 4–6 têm 3 vagas cada
- Associações 7–15 têm 2 vagas cada
- Associações 16–53 têm 1 vaga cada (excluindo o Liechtenstein)

### Distribuição
Primeira fase de qualificação
- 4 campeões das associações 50–53

Segunda fase de qualificação
- 2 vencedores da primeira ronda
- 32 campeões das associações 17–49 (excluindo o Liechtenstein)

Terceira fase de qualificação
- Campeões
  - 17 vencedores da segunda ronda
  - 3 campeões das associações 14–16
- Não-campeões
  - 9 segundos classificados das associações 7–15
  - 1 terceiro classificado da associação 6

Fase de play-off
- Campeões
  - 10 vencedores da terceira ronda
- Não-campeões
  - 5 vencedores da terceira ronda
  - 2 terceiro classificados das associações 4–5
  - 3 quarto classificados das associações 1–3

Fase de grupos
- 5 vencedores do play off para campeões
- 5 vencedores do play off para não-campeões
- 13 campeões das associações 1–13
- 6 segundo classificados das associações 1–6
- 3 terceiros classificados das associações 1–3

## Equipes
| Fase de grupo                  | Fase de grupo  | Fase de grupo     | Fase de grupo     |
| ------------------------------ | -------------- | ----------------- | ----------------- |
| Manchester United              | Internazionale | FC Bayern München | AZ                |
| Liverpool                      | Juventus       | Rubin Kazan       | Rangers           |
| Chelsea                        | Milan          | CSKA Moscow       | Beşiktaş          |
| Barcelona                      | Bordeaux       | Unirea Urziceni   | Dynamo Kyiv       |
| Real Madrid                    | Marseille      | Porto             | Standard Liège    |
| Sevilla                        | Wolfsburg      |                   |                   |
| Play-off                       |                |                   |                   |
| Campeões                       | Não-campeões   | Não-campeões      | Não-campeões      |
|                                | Arsenal        | Fiorentina        | Stuttgart         |
| Atlético Madrid                | Lyon           |                   |                   |
| Terceira ronda de qualificação |                |                   |                   |
| Campeões                       | Não-campeões   | Não-campeões      | Não-campeões      |
| Olympiacos                     | Dynamo Moscow  | Celtic            | Anderlecht        |
| Slavia Prague                  | Timişoara      | Sivasspor         | Panathinaikos     |
| Zürich                         | Sporting CP    | Shakhtar Donetsk  | Sparta Prague     |
|                                | Twente         |                   |                   |
| Segunda ronda de qualificação  |                |                   |                   |
| Levski Sofia                   | Wisła Kraków   | Ekranas           | Bakı Futbol Klubu |
| Stabæk                         | Debrecen       | Sheriff Tiraspol  | Tirana            |
| Copenhagen                     | Dinamo Zagreb  | Bohemians         | Pyunik            |
| Red Bull Salzburg              | APOEL          | Makedonija        | Aktobe            |
| Partizan                       | Maribor        | FH Hafnarfjörður  | Glentoran         |
| Maccabi Haifa                  | Inter Turku    | WIT Georgia       | Rhyl              |
| Kalmar FF                      | Ventspils      | BATE              | EB/Streymur       |
| Slovan Bratislava              | Zrinjski       | Levadia           | Dudelange         |
| Primeira ronda de qualificação |                |                   |                   |
| Hibernians                     | Sant Julià     | Mogren            | Tre Fiori         |

## Calendário
O calendário oficial da prova foi divulgado a 9 de Junho de 2009:
| Fase          | Ronda                         | Data de sorteio  | 1ª Mão                       | 2ª Mão                  |
| ------------- | ----------------------------- | ---------------- | ---------------------------- | ----------------------- |
| Qualificação  | Primeira fase de qualificação | 22 Junho 2009    | 30 Junho–1 Julho 2009        | 7–8 Julho 2009          |
| Qualificação  | Segunda fase de qualificação  | 22 Junho 2009    | 14–15 Julho 2009             | 21–22 Julho 2009        |
| Qualificação  | Terceira fase de qualificação | 17 Julho 2009    | 28–29 Julho 2009             | 4–5 Agosto 2009         |
| Qualificação  | Play-off                      | 7 Agosto 2009    | 18–19 Agosto 2009            | 25–26 Agosto 2009       |
| Fase de grupo | Jogo 1                        | 27 Agosto 2009   | 15–16 Setembro 2009          | 15–16 Setembro 2009     |
| Fase de grupo | Jogo 2                        | 27 Agosto 2009   | 29–30 Setembro 2009          | 29–30 Setembro 2009     |
| Fase de grupo | Jogo 3                        | 27 Agosto 2009   | 20–21 Outubro 2009           | 20–21 Outubro 2009      |
| Fase de grupo | Jogo 4                        | 27 Agosto 2009   | 3–4 Novembro 2009            | 3–4 Novembro 2009       |
| Fase de grupo | Jogo 5                        | 27 Agosto 2009   | 24–25 Novembro 2009          | 24–25 Novembro 2009     |
| Fase de grupo | Jogo 6                        | 27 Agosto 2009   | 8–9 Dezembro 2009            | 8–9 Dezembro 2009       |
| Fases finais  | Oitavas-de-final              | 18 Dezembro 2009 | 16–17 & 23–24 Fevereiro 2010 | 9–10 & 16–17 Março 2010 |
| Fases finais  | Quartas-de-final              | 19 Março 2010    | 30–31 Março 2010             | 6–7 Abril 2010          |
| Fases finais  | Semifinais                    | 19 Março 2010    | 20–21 Abril 2010             | 27–28 Abril 2010        |
| Fases finais  | Final                         | 19 Março 2010    | 22 Maio 2010                 | 22 Maio 2010            |

## Televisão

### No Brasil
Depois de três temporadas sendo transmitida com exclusividade pela Rede Record, havia especulações que a Liga dos Campeões da UEFA voltaria a não ser exibido na TV aberta, mas a Rede Globo adquiriu os direitos de transmissão até a temporada 2011/2012 (junto com a Rede Bandeirantes e a TV Esporte Interativo).
Mas com o acordo atual, serão exibidos apenas jogos de quarta-feira a tarde (no caso da Esporte Interativo, às terças-feiras a tarde). Da fase de grupos até as quartas-de-final, a Globo terá direito de decidir se quer ou não transmitir alguma partida, e poderá escolher o confronto. Mas a emissora é obrigada a passar uma das semifinais e a decisão do mais importante campeonato de clubes da Europa.
No caso das emissoras de televisão a cabo, a ESPN renovou com a UEFA até a temporada 2011/2012, sem restrição de horário.

### Em Portugal
Em Portugal os direitos de transmissão dos jogos da Liga dos Campeões da UEFA pertencem à Sport TV e à RTP.

## Ronda de Qualificação
No novo sistema para a Liga dos Campeões, haverá dois torneios distintos qualificativos. Um deles será para clubes campeões que não qualificam automaticamente para a fase de grupos. O outro é para as equipas que não vençam os campeonatos nacionais e não se qualificam automaticamente para a fase de grupos.
Para ambas as seções, as equipas que percam na 2ª ronda apuram-se para a 4ª pré-eliminatória da Copa da UEFA e as equipas que percam na 3ª ronda apuram-se para a fase de grupos da Copa da UEFA.

### Primeira fase de qualificação
O sorteio para a primeira e segunda rondas qualificação foi realizado a 22 de Junho de 2009, em Nyon, na Suíça. A primeira mão realizou-se em 30 de Junho e 1 de Julho, enquanto os jogos da segunda mão serão jogados a 7 e 8 de Julho.
| Equipe 1   | Total          | Equipe 2      | 1.º jogo | 2.º jogo |
| ---------- | -------------- | ------------- | -------- | -------- |
| Tre Fiori  | 2-2 (4–5 g.p.) | UE Sant Julià | 1–1      | 1–1      |
| Hibernians | 0–6            | Mogren        | 0–2      | 0–4      |

Nota: UE Sant Julià foi originalmente a equipa a acolher a primeira mão, mas ficou acordado em o Tre Fiori sediar o primeiro jogo.

### Segunda fase de qualificação
Os jogos desta fase jogaram-se a 14 e 15 de Julho para a primeira mão, e a 21 e 22 de Julho para a segunda mão.
| Equipe 1                 | Total      | Equipe 2          | 1.º jogo | 2.º jogo |
| ------------------------ | ---------- | ----------------- | -------- | -------- |
| Tirana                   | 1–5        | Stabæk            | 1–1      | 0–4      |
| WIT Georgia              | 1–3        | Maribor           | 0–0      | 1–3      |
| EB/Streymur              | 0–5        | APOEL             | 0–2      | 0–3      |
| Copenhagen               | 12–0       | Mogren            | 6–0      | 6–0      |
| Debrecen                 | 3–3 (g.f.) | Kalmar FF         | 2–0      | 1–3      |
| Makedonija Gjorče Petrov | 0–4        | BATE              | 0–2      | 0–2      |
| FH                       | 0–6        | Aktobe            | 0–4      | 0–2      |
| Pyunik Yerevan           | 0–3        | Dinamo Zagreb     | 0–0      | 0–3      |
| Ventspils                | 6–1        | F91 Dudelange     | 3–0      | 3–1      |
| Ekranas                  | 4–6        | Bakı Futbol Klubu | 2–2      | 2–4      |
| Red Bull Salzburg        | 2–1        | Bohemians         | 1–1      | 1–0      |
| Zrinjski                 | 1–4        | Slovan Bratislava | 1–0      | 0–4      |
| Inter Turku              | 0–2        | Sheriff Tiraspol  | 0–1      | 0–1      |
| Rhyl                     | 0–12       | Partizan          | 0–4      | 0–8      |
| Wisła Kraków             | 1–2        | Levadia           | 1–1      | 0–1      |
| Levski Sofia             | 9–0        | UE Sant Julià     | 4–0      | 5–0      |
| Maccabi Haifa            | 10–0       | Glentoran         | 6–0      | 4–0      |

### Terceira fase de qualificação
O sorteio realizou-se a 17 de Julho e ditou os seguintes jogos:
| Equipe 1                      | Total                         | Equipe 2                      | 1.º jogo                      | 2.º jogo                      |                               |
| Caminho dos Segundos Melhores | Caminho dos Segundos Melhores | Caminho dos Segundos Melhores | Caminho dos Segundos Melhores | Caminho dos Segundos Melhores | Caminho dos Segundos Melhores |
| ----------------------------- | ----------------------------- | ----------------------------- | ----------------------------- | ----------------------------- | ----------------------------- |
| Sparta Prague                 | 3–4                           | Panathinaikos                 | 3–1                           | 0–3                           |                               |
| Shakhtar Donetsk              | 2–2 (g.f.)                    | Timişoara                     | 2–2                           | 0–0                           |                               |
| Sporting CP                   | 1–1 (g.f.)                    | Twente                        | 0–0                           | 1–1                           |                               |
| Celtic                        | 2–1                           | Dynamo Moscow                 | 0–1                           | 2–0                           |                               |
| Anderlecht                    | 6–3                           | Sivasspor                     | 5–0                           | 1–3                           |                               |
| Caminho dos Campeões          |                               |                               |                               |                               |                               |
| Red Bull Salzburg             | 3–2                           | Dinamo Zagreb                 | 1–1                           | 2–1                           |                               |
| Slovan Bratislava             | 0–4                           | Olympiacos                    | 0–2                           | 0–2                           |                               |
| Zürich                        | 5–3                           | Maribor                       | 2–3                           | 3–0                           |                               |
| APOEL                         | 2–1                           | Partizan                      | 2–0                           | 0–1                           |                               |
| Sheriff Tiraspol              | 1–1 (g.f.)                    | Slavia Prague                 | 0–0                           | 1–1                           |                               |
| Aktobe                        | 3–4                           | Maccabi Haifa                 | 0–0                           | 3–4                           |                               |
| Bakı Futbol Klubu             | 0–2                           | Levski Sofia                  | 0–0                           | 0–2                           |                               |
| Ventspils                     | 2–2 (g.f.)                    | BATE                          | 1–0                           | 1–2                           |                               |
| Levadia                       | 0–2                           | Debrecen                      | 0–1                           | 0–1                           |                               |
| Copenhagen                    | 3–1                           | Stabæk                        | 3–1                           | 0–0                           |                               |

### Play-off
A rodada de play-off foi dividida em duas secções distintas: uma para campeões e uma para não-campeões. As equipas de ambas as secções que perderem integrarão a fase de grupos da Liga Europa da UEFA 2009-10. O sorteio para o play-off foi realizado a 7 de Agosto de 2009, em Nyon, na Suíça.
| Equipe 1                      | Total                | Equipe 2             | 1.º jogo             | 2.º jogo             |                      |
| Caminho dos Campeões          | Caminho dos Campeões | Caminho dos Campeões | Caminho dos Campeões | Caminho dos Campeões | Caminho dos Campeões |
| ----------------------------- | -------------------- | -------------------- | -------------------- | -------------------- | -------------------- |
| Sheriff Tiraspol              | 0–3                  | Olympiacos           | 0–2                  | 0–1                  |                      |
| Red Bull Salzburg             | 1–5                  | Maccabi Haifa        | 1–2                  | 0–3                  |                      |
| Ventspils                     | 1–5                  | Zürich               | 0–3                  | 1–2                  |                      |
| Copenhagen                    | 2–3                  | APOEL                | 1–0                  | 1–3                  |                      |
| Levski Sofia                  | 1–4                  | Debrecen             | 1–2                  | 0–2                  |                      |
| Caminho dos Segundos Melhores |                      |                      |                      |                      |                      |
| Lyon                          | 8–2                  | Anderlecht           | 5–1                  | 3–1                  |                      |
| Celtic                        | 1–5                  | Arsenal              | 0–2                  | 1–3                  |                      |
| Timişoara                     | 0–2                  | Stuttgart            | 0–2                  | 0–0                  |                      |
| Sporting CP                   | 3–3 (g.f.)           | Fiorentina           | 2–2                  | 1–1                  |                      |
| Panathinaikos                 | 2–5                  | Atlético Madrid      | 2–3                  | 0–2                  |                      |

## Fase de grupos

### Sorteio
As equipas apuradas para a fase de grupos foram divididas em 4 potes, consoante os seus coeficientes na UEFA.
| Pote 1                                                                                                | Pote 2                                                                                        | Pote 3 | Pote 4 |
| --- | --------------------------------------------------------------------------------------------- | --- | --- |
| - Barcelona - Chelsea - Liverpool - Manchester United - Milan - Arsenal - Sevilla - Bayern de Munique | - Lyon - Internazionale - Real Madrid - CSKA Moscou - Porto - AZ Alkmaar - Juventus - Rangers | - Olympiacos - Olympique de Marseille - Dínamo de Kiev - Stuttgart - Fiorentina - Atlético de Madrid - Bordeaux - Beşiktaş | - Wolfsburg - Standard de Liège - Maccabi Haifa - Zürich - Rubin Kazan - Unirea Urziceni - APOEL - Debrecen |

O sorteio realizou-se a 27 de Agosto e dele se obteve a distribuição das equipas pelos grupos:
| Legenda                                                                            |
| Classificado para as Oitavas-de-finais                                             |
| Classificado para a fase de dezesseis-avos de Final da Liga Europa da UEFA 2009-10 |
| Eliminado na primeira fase                                                         |

### Grupo A
| Pos | Equipe            | Pts | J | V | E | D | GP | GC | SG | Classificado                     |  | BOR | BAY | JUV | MHA |
| --- | ----------------- | --- | - | - | - | - | -- | -- | -- | -------------------------------- |  | --- | --- | --- | --- |
| 1   | Bordeaux          | 16  | 6 | 5 | 1 | 0 | 9  | 2  | +7 | Classificado às oitavas de final |  | —   | 2–1 | 2–0 | 1–0 |
| 2   | Bayern de Munique | 10  | 6 | 3 | 1 | 2 | 9  | 5  | +4 | Classificado às oitavas de final |  | 0–2 | —   | 0–0 | 1–0 |
| 3   | Juventus          | 8   | 6 | 2 | 2 | 2 | 4  | 7  | −3 | Transferido para Liga Europa     |  | 1–1 | 1–4 | —   | 1–0 |
| 4   | Maccabi Haifa     | 0   | 6 | 0 | 0 | 6 | 0  | 8  | −8 | Eliminado                        |  | 0–1 | 0–3 | 0–1 | —   |

### Grupo B
| Pos | Equipe            | Pts | J | V | E | D | GP | GC | SG | Classificado                     |  | MUN | CSKA | WOL | BES |
| --- | ----------------- | --- | - | - | - | - | -- | -- | -- | -------------------------------- |  | --- | ---- | --- | --- |
| 1   | Manchester United | 13  | 6 | 4 | 1 | 1 | 10 | 6  | +4 | Classificado às oitavas de final |  | —   | 3–3  | 2–1 | 0–1 |
| 2   | CSKA Moscou       | 10  | 6 | 3 | 1 | 2 | 10 | 10 | 0  | Classificado às oitavas de final |  | 0–1 | —    | 2–1 | 2–1 |
| 3   | Wolfsburg         | 7   | 6 | 2 | 1 | 3 | 9  | 8  | +1 | Transferido para Liga Europa     |  | 1–3 | 3–1  | —   | 0–0 |
| 4   | Beşiktaş          | 4   | 6 | 1 | 1 | 4 | 3  | 8  | −5 | Eliminado                        |  | 0–1 | 1–2  | 0–3 | —   |

### Grupo C
| Pos | Equipe                 | Pts | J | V | E | D | GP | GC | SG | Classificado                     |  | RMA | MIL | MAR | ZUR |
| --- | ---------------------- | --- | - | - | - | - | -- | -- | -- | -------------------------------- |  | --- | --- | --- | --- |
| 1   | Real Madrid            | 13  | 6 | 4 | 1 | 1 | 15 | 7  | +8 | Classificado às oitavas de final |  | —   | 2–3 | 3–0 | 1–0 |
| 2   | Milan                  | 9   | 6 | 2 | 3 | 1 | 8  | 7  | +1 | Classificado às oitavas de final |  | 1–1 | —   | 1–1 | 0–1 |
| 3   | Olympique de Marseille | 7   | 6 | 2 | 1 | 3 | 10 | 10 | 0  | Transferido para Liga Europa     |  | 1–3 | 1–2 | —   | 6–1 |
| 4   | Zürich                 | 4   | 6 | 1 | 1 | 4 | 5  | 14 | −9 | Eliminado                        |  | 2–5 | 1–1 | 0–1 | —   |

### Grupo D
| Pos | Equipe             | Pts | J | V | E | D | GP | GC | SG | Classificado                     |  | CHE | POR | ATM | APO |
| --- | ------------------ | --- | - | - | - | - | -- | -- | -- | -------------------------------- |  | --- | --- | --- | --- |
| 1   | Chelsea            | 14  | 6 | 4 | 2 | 0 | 11 | 4  | +7 | Classificado às oitavas de final |  | —   | 1–0 | 4–0 | 2–2 |
| 2   | Porto              | 12  | 6 | 4 | 0 | 2 | 8  | 3  | +5 | Classificado às oitavas de final |  | 0–1 | —   | 2–0 | 2–1 |
| 3   | Atlético de Madrid | 3   | 6 | 0 | 3 | 3 | 3  | 12 | −9 | Transferido para Liga Europa     |  | 2–2 | 0–3 | —   | 0–0 |
| 4   | APOEL              | 3   | 6 | 0 | 3 | 3 | 4  | 7  | −3 | Eliminado                        |  | 0–1 | 0–1 | 1–1 | —   |

### Grupo E
| Pos | Equipe     | Pts | J | V | E | D | GP | GC | SG  | Classificado                     |  | FIO | LYO | LIV | DEB |
| --- | ---------- | --- | - | - | - | - | -- | -- | --- | -------------------------------- |  | --- | --- | --- | --- |
| 1   | Fiorentina | 15  | 6 | 5 | 0 | 1 | 14 | 7  | +7  | Classificado às oitavas de final |  | —   | 1–0 | 2–0 | 5–2 |
| 2   | Lyon       | 13  | 6 | 4 | 1 | 1 | 12 | 3  | +9  | Classificado às oitavas de final |  | 1–0 | —   | 1–1 | 4–0 |
| 3   | Liverpool  | 7   | 6 | 2 | 1 | 3 | 5  | 7  | −2  | Transferido para Liga Europa     |  | 1–2 | 1–2 | —   | 1–0 |
| 4   | Debreceni  | 0   | 6 | 0 | 0 | 6 | 5  | 19 | −14 | Eliminado                        |  | 3–4 | 0–4 | 0–1 | —   |

### Grupo F
| Pos | Equipe         | Pts | J | V | E | D | GP | GC | SG | Classificado                     |  | BAR | INT | RUB | DKV |
| --- | -------------- | --- | - | - | - | - | -- | -- | -- | -------------------------------- |  | --- | --- | --- | --- |
| 1   | Barcelona      | 11  | 6 | 3 | 2 | 1 | 7  | 3  | +4 | Classificado às oitavas de final |  | —   | 2–0 | 1–2 | 2–0 |
| 2   | Internazionale | 9   | 6 | 2 | 3 | 1 | 7  | 6  | +1 | Classificado às oitavas de final |  | 0–0 | —   | 2–0 | 2–2 |
| 3   | Rubin Kazan    | 6   | 6 | 1 | 3 | 2 | 4  | 7  | −3 | Transferido para Liga Europa     |  | 0–0 | 1–1 | —   | 0–0 |
| 4   | Dínamo de Kiev | 5   | 6 | 1 | 2 | 3 | 7  | 9  | −2 | Eliminado                        |  | 1–2 | 1–2 | 3–1 | —   |

### Grupo G
| Pos | Equipe          | Pts | J | V | E | D | GP | GC | SG | Classificado                     |  | SEV | STU | URZ | RAN |
| --- | --------------- | --- | - | - | - | - | -- | -- | -- | -------------------------------- |  | --- | --- | --- | --- |
| 1   | Sevilla         | 13  | 6 | 4 | 1 | 1 | 11 | 4  | +7 | Classificado às oitavas de final |  | —   | 1–1 | 2–0 | 1–0 |
| 2   | Stuttgart       | 9   | 6 | 2 | 3 | 1 | 9  | 7  | +2 | Classificado às oitavas de final |  | 1–3 | —   | 3–1 | 1–1 |
| 3   | Unirea Urziceni | 8   | 6 | 2 | 2 | 2 | 8  | 8  | 0  | Transferido para Liga Europa     |  | 1–0 | 1–1 | —   | 1–1 |
| 4   | Rangers         | 2   | 6 | 0 | 2 | 4 | 4  | 13 | −9 | Eliminado                        |  | 1–4 | 0–2 | 1–4 | —   |

### Grupo H
| Pos | Equipe            | Pts | J | V | E | D | GP | GC | SG | Classificado                     |  | ARS | OLY | STL | AZ  |
| --- | ----------------- | --- | - | - | - | - | -- | -- | -- | -------------------------------- |  | --- | --- | --- | --- |
| 1   | Arsenal           | 13  | 6 | 4 | 1 | 1 | 12 | 5  | +7 | Classificado às oitavas de final |  | —   | 2–0 | 2–0 | 4–1 |
| 2   | Olympiacos        | 10  | 6 | 3 | 1 | 2 | 4  | 5  | −1 | Classificado às oitavas de final |  | 1–0 | —   | 2–1 | 1–0 |
| 3   | Standard de Liège | 5   | 6 | 1 | 2 | 3 | 7  | 9  | −2 | Transferido para Liga Europa     |  | 2–3 | 2–0 | —   | 1–1 |
| 4   | AZ Alkmaar        | 4   | 6 | 0 | 4 | 2 | 4  | 8  | −4 | Eliminado                        |  | 1–1 | 0–0 | 1–1 | —   |

## Fases finais

### Esquema
|  | Oitavas-de-final              | Oitavas-de-final              | Oitavas-de-final              | Oitavas-de-final              |   |                          | Quartas-de-final         | Quartas-de-final         | Quartas-de-final         | Quartas-de-final         |  |                   | Semifinais       | Semifinais       | Semifinais       | Semifinais       |                |   | Final      | Final      |
|  | 16 de fevereiro a 17 de março | 16 de fevereiro a 17 de março | 16 de fevereiro a 17 de março | 16 de fevereiro a 17 de março |   |                          | 30 de março a 7 de abril | 30 de março a 7 de abril | 30 de março a 7 de abril | 30 de março a 7 de abril |  |                   | 20 a 28 de abril | 20 a 28 de abril | 20 a 28 de abril | 20 a 28 de abril |                |   | 22 de maio | 22 de maio |
|  |                               |                               |                               |                               |   |                          |                          |                          |                          |                          |  |                   |                  |                  |                  |                  |                |   |            |            |
|  | Internazionale                | 2                             | 1                             | 3                             |   |                          |                          |                          |                          |                          |  |                   |                  |                  |                  |                  |                |   |            |            |
|  | Chelsea                       | 1                             | 0                             | 1                             |   |                          |                          |                          |                          |                          |  |                   |                  |                  |                  |                  |                |   |            |            |
|  | Chelsea                       | 1                             | 0                             | 1                             |   | Internazionale           | 1                        | 1                        | 2                        |                          |  |                   |                  |                  |                  |                  |                |   |            |            |
|  |                               |                               |                               |                               |   | Internazionale           | 1                        | 1                        | 2                        |                          |  |                   |                  |                  |                  |                  |                |   |            |            |
|  |                               | CSKA Moscou                   | 0                             | 0                             | 0 |                          |                          |                          |                          |                          |  |                   |                  |                  |                  |                  |                |   |            |            |
|  | CSKA Moscou                   | CSKA Moscou                   | 0                             | 0                             | 0 | 1                        | 2                        | 3                        |                          |                          |  |                   |                  |                  |                  |                  |                |   |            |            |
|  | CSKA Moscou                   |                               |                               |                               |   | 1                        | 2                        | 3                        |                          |                          |  |                   |                  |                  |                  |                  |                |   |            |            |
|  | Sevilla                       | 1                             | 1                             | 2                             |   |                          |                          |                          |                          |                          |  |                   |                  |                  |                  |                  |                |   |            |            |
|  | Sevilla                       | 1                             | 1                             | 2                             |   |                          |                          |                          |                          |                          |  | Internazionale    | 3                | 0                | 3                |                  |                |   |            |            |
|  |                               |                               |                               |                               |   |                          |                          |                          |                          |                          |  | Internazionale    | 3                | 0                | 3                |                  |                |   |            |            |
|  |                               | Barcelona                     | 1                             | 1                             | 2 |                          |                          |                          |                          |                          |  |                   |                  |                  |                  |                  |                |   |            |            |
|  | Porto                         | Barcelona                     | 1                             | 1                             | 2 | 2                        | 0                        | 2                        |                          |                          |  |                   |                  |                  |                  |                  |                |   |            |            |
|  | Porto                         |                               |                               |                               |   | 2                        | 0                        | 2                        |                          |                          |  |                   |                  |                  |                  |                  |                |   |            |            |
|  | Arsenal                       | 1                             | 5                             | 6                             |   |                          |                          |                          |                          |                          |  |                   |                  |                  |                  |                  |                |   |            |            |
|  | Arsenal                       | 1                             | 5                             | 6                             |   | Arsenal                  | 2                        | 1                        | 3                        |                          |  |                   |                  |                  |                  |                  |                |   |            |            |
|  |                               |                               |                               |                               |   | Arsenal                  | 2                        | 1                        | 3                        |                          |  |                   |                  |                  |                  |                  |                |   |            |            |
|  |                               | Barcelona                     | 2                             | 4                             | 6 |                          |                          |                          |                          |                          |  |                   |                  |                  |                  |                  |                |   |            |            |
|  | Stuttgart                     | Barcelona                     | 2                             | 4                             | 6 | 1                        | 0                        | 1                        |                          |                          |  |                   |                  |                  |                  |                  |                |   |            |            |
|  | Stuttgart                     |                               |                               |                               |   | 1                        | 0                        | 1                        |                          |                          |  |                   |                  |                  |                  |                  |                |   |            |            |
|  | Barcelona                     | 1                             | 4                             | 5                             |   |                          |                          |                          |                          |                          |  |                   |                  |                  |                  |                  |                |   |            |            |
|  | Barcelona                     | 1                             | 4                             | 5                             |   |                          |                          |                          |                          |                          |  |                   |                  |                  |                  |                  | Internazionale | 2 |            |            |
|  |                               |                               |                               |                               |   |                          |                          |                          |                          |                          |  |                   |                  |                  |                  |                  |                | 2 |            |            |
|  |                               | Bayern de Munique             | 0                             |                               |   |                          |                          |                          |                          |                          |  |                   |                  |                  |                  |                  |                |   |            |            |
|  | Bayern de Munique (g.f.)      | Bayern de Munique             | 0                             | 2                             | 2 | 4                        |                          |                          |                          |                          |  |                   |                  |                  |                  |                  |                |   |            |            |
|  | Bayern de Munique (g.f.)      |                               |                               | 2                             | 2 | 4                        |                          |                          |                          |                          |  |                   |                  |                  |                  |                  |                |   |            |            |
|  | Fiorentina                    | 1                             | 3                             | 4                             |   |                          |                          |                          |                          |                          |  |                   |                  |                  |                  |                  |                |   |            |            |
|  | Fiorentina                    | 1                             | 3                             | 4                             |   | Bayern de Munique (g.f.) | 2                        | 2                        | 4                        |                          |  |                   |                  |                  |                  |                  |                |   |            |            |
|  |                               |                               |                               |                               |   | Bayern de Munique (g.f.) | 2                        | 2                        | 4                        |                          |  |                   |                  |                  |                  |                  |                |   |            |            |
|  |                               | Manchester United             | 1                             | 3                             | 4 |                          |                          |                          |                          |                          |  |                   |                  |                  |                  |                  |                |   |            |            |
|  | Milan                         | Manchester United             | 1                             | 3                             | 4 | 2                        | 0                        | 2                        |                          |                          |  |                   |                  |                  |                  |                  |                |   |            |            |
|  | Milan                         |                               |                               |                               |   | 2                        | 0                        | 2                        |                          |                          |  |                   |                  |                  |                  |                  |                |   |            |            |
|  | Manchester United             | 3                             | 4                             | 7                             |   |                          |                          |                          |                          |                          |  |                   |                  |                  |                  |                  |                |   |            |            |
|  | Manchester United             | 3                             | 4                             | 7                             |   |                          |                          |                          |                          |                          |  | Bayern de Munique | 1                | 3                | 4                |                  |                |   |            |            |
|  |                               |                               |                               |                               |   |                          |                          |                          |                          |                          |  | Bayern de Munique | 1                | 3                | 4                |                  |                |   |            |            |
|  |                               | Lyon                          | 0                             | 0                             | 0 |                          |                          |                          |                          |                          |  |                   |                  |                  |                  |                  |                |   |            |            |
|  | Lyon                          | Lyon                          | 0                             | 0                             | 0 | 1                        | 1                        | 2                        |                          |                          |  |                   |                  |                  |                  |                  |                |   |            |            |
|  | Lyon                          |                               |                               |                               |   | 1                        | 1                        | 2                        |                          |                          |  |                   |                  |                  |                  |                  |                |   |            |            |
|  | Real Madrid                   | 0                             | 1                             | 1                             |   |                          |                          |                          |                          |                          |  |                   |                  |                  |                  |                  |                |   |            |            |
|  | Real Madrid                   | 0                             | 1                             | 1                             |   | Lyon                     | 3                        | 0                        | 3                        |                          |  |                   |                  |                  |                  |                  |                |   |            |            |
|  |                               |                               |                               |                               |   | Lyon                     | 3                        | 0                        | 3                        |                          |  |                   |                  |                  |                  |                  |                |   |            |            |
|  |                               | Bordeaux                      | 1                             | 1                             | 2 |                          |                          |                          |                          |                          |  |                   |                  |                  |                  |                  |                |   |            |            |
|  | Olympiacos                    | Bordeaux                      | 1                             | 1                             | 2 | 0                        | 1                        | 1                        |                          |                          |  |                   |                  |                  |                  |                  |                |   |            |            |
|  | Olympiacos                    |                               |                               |                               |   | 0                        | 1                        | 1                        |                          |                          |  |                   |                  |                  |                  |                  |                |   |            |            |
|  | Bordeaux                      | 1                             | 2                             | 3                             |   |                          |                          |                          |                          |                          |  |                   |                  |                  |                  |                  |                |   |            |            |

### Oitavas de final
O sorteio dos confrontos das oitavas-de-final aconteceu no dia 18 de dezembro de 2009. Os jogos de ida serão realizados nos dias 16, 17, 23, e 24 de fevereiro, enquanto que os de volta se realizarão nos dias 9, 10, 16 e 17 de março.
| Equipe 1          | Total   | Equipe 2          | 1.º jogo | 2.º jogo |
| ----------------- | ------- | ----------------- | -------- | -------- |
| Stuttgart         | 1–5     | Barcelona         | 1–1      | 0–4      |
| Olympiacos        | 1–3     | Bordeaux          | 0–1      | 1–2      |
| Internazionale    | 3–1     | Chelsea           | 2–1      | 1–0      |
| Bayern de Munique | 4–4 gf. | Fiorentina        | 2–1      | 2–3      |
| CSKA Moscou       | 3–2     | Sevilla           | 1–1      | 2–1      |
| Lyon              | 2–1     | Real Madrid       | 1–0      | 1–1      |
| Porto             | 2–6     | Arsenal           | 2–1      | 0–5      |
| Milan             | 2–7     | Manchester United | 2–3      | 0–4      |

### Quartas de final
Os primeiros jogos confrontos das ocorrerão nos dias 30 e 31 de março, enquanto que os segundos nos dias 6 e 7 de abril.
| Equipe 1          | Total   | Equipe 2          | 1.º jogo | 2.º jogo |
| ----------------- | ------- | ----------------- | -------- | -------- |
| Lyon              | 3-2     | Bordeaux          | 3–1      | 0-1      |
| Bayern de Munique | 4-4 gf. | Manchester United | 2–1      | 2-3      |
| Arsenal           | 3–6     | Barcelona         | 2–2      | 1–4      |
| Internazionale    | 2–0     | CSKA Moscou       | 1–0      | 1–0      |

### Semifinais
| Equipe 1          | Total | Equipe 2  | 1.º jogo | 2.º jogo |
| ----------------- | ----- | --------- | -------- | -------- |
| Bayern de Munique | 4–0   | Lyon      | 1–0      | 3–0      |
| Internazionale    | 3–2   | Barcelona | 3–1      | 0–1      |

### Final
| 22 de maio de 2010 | Bayern de Munique | 0 – 2 | Internazionale  | Santiago Bernabéu, Madri             |
| 20:45 (UTC+2)      |                   |       | Milito 35', 70' | Público: 73 170 Árbitro: Howard Webb |

## Artilharia
Gols contabilizados a partir da fase de grupos, excluindo as rodadas de qualificação.
| # | Jogador            | Equipe            | Gols | Tempo Jogado |
| - | ------------------ | ----------------- | ---- | ------------ |
| 1 | Lionel Messi       | Barcelona         | 8    | 987          |
| 2 | Cristiano Ronaldo  | Real Madrid       | 7    | 450'         |
| 2 | Ivica Olić         | Bayern de Munique | 7    | 700'         |
| 4 | Diego Milito       | Internazionale    | 6    | 936'         |
| 5 | Nicklas Bendtner   | Arsenal           | 5    | 443'         |
| 5 | Wayne Rooney       | Manchester United | 5    | 486'         |
| 5 | Marouane Chamakh   | Bordeaux          | 5    | 810'         |
| 8 | Michael Owen       | Manchester United | 4    | 267'         |
| 8 | Stevan Jovetić     | Fiorentina        | 4    | 287'         |
| 8 | Edin Džeko         | Wolfsburg         | 4    | 540'         |
| 8 | Cesc Fàbregas      | Arsenal           | 4    | 607'         |
| 8 | Falcao             | Porto             | 4    | 641'         |
| 8 | Pedro              | Barcelona         | 4    | 649'         |
| 8 | Arjen Robben       | Bayern de Munique | 4    | 690'         |
| 8 | Miralem Pjanić     | Lyon              | 4    | 750'         |
| 8 | Zlatan Ibrahimović | Barcelona         | 4    | 761'         |
| 8 | Miloš Krasić       | CSKA Moscow       | 4    | 784'         |